# لئونارد هاس
لئونارد هاس (انگلیسی: Leonhard Haas؛ زادهٔ ۱۹ ژانویهٔ ۱۹۸۲) بازیکن فوتبال اهل آلمان است.
از باشگاه‌هایی که در آن بازی کرده‌است می‌توان به باشگاه فوتبال بایرن مونیخ ۲، باشگاه فوتبال آگسبورگ، باشگاه فوتبال گروتر فورث، باشگاه فوتبال هامبورگ، باشگاه فوتبال هانزا روستوک، باشگاه فوتبال اینگولشتات ۰۴، و باشگاه فوتبال بایرن مونیخ اشاره کرد.